# Citadel van Ajaccio

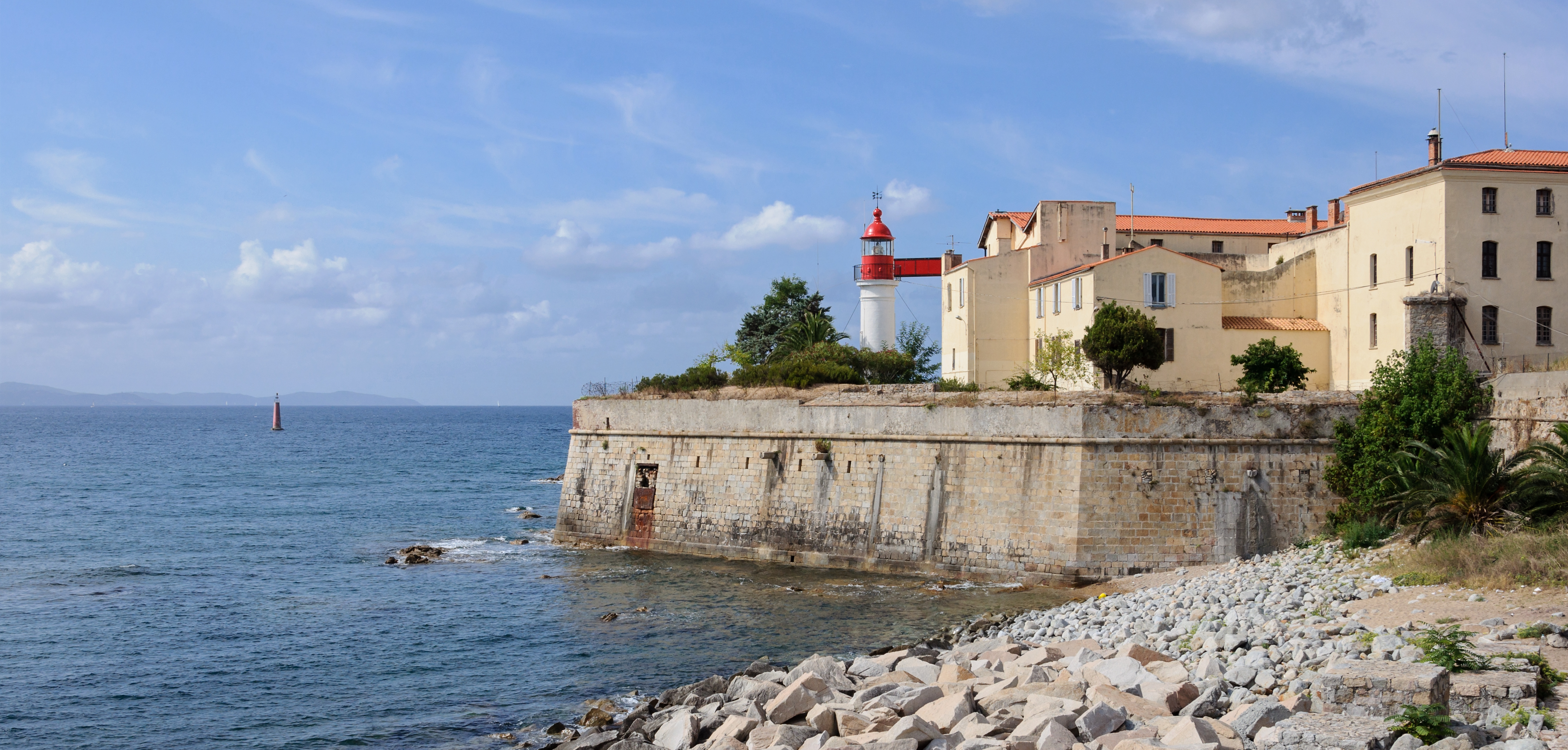
De citadel vanaf de pier bij de haven

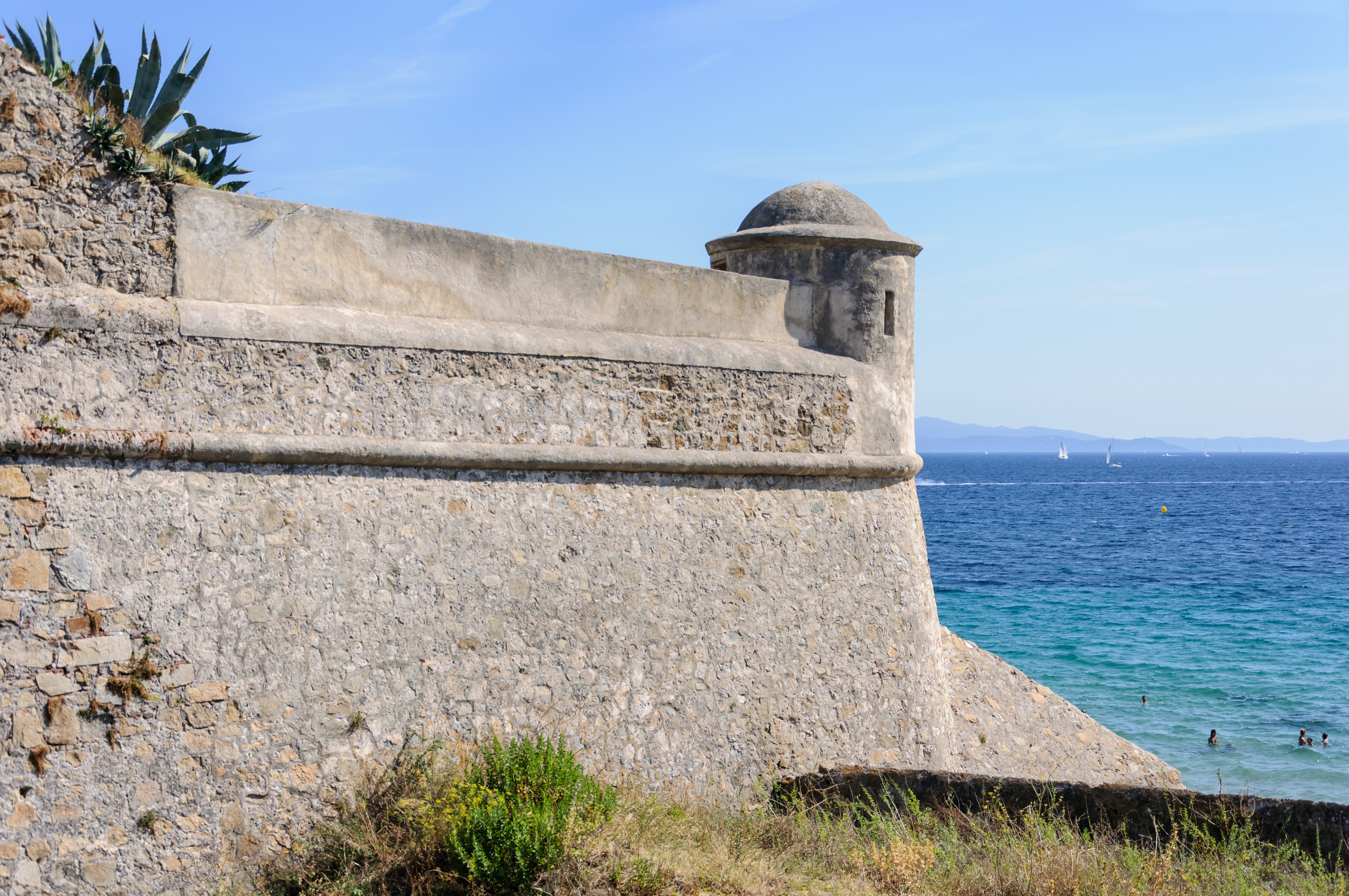
De citadel vanaf het westen

De Citadel van Ajaccio is een citadel in de stad Ajaccio op het eiland Corsica. Ajaccio is een havenstad aan het westen van Corsica aan de Middellandse Zee. Het ligt aan de noordzijde van een baai, daar waar de kust van deze baai overgaat in een grotere baai is de citadel gebouwd. Boven op de citadel staat een vuurtoren.
De citadel werd in de 16e eeuw gebouwd.
Ten noordoosten van de citadel bevindt zich de haven van de stad.